# Drapeau du Burundi
Le drapeau national du Burundi, sous sa forme actuelle, a été adopté le 28 juin 1967. Il est tricolore : vert, blanc et rouge. De forme rectangulaire, ce drapeau est divisé par un sautoir, portant en son centre un disque frappé de trois étoiles rouges à six branches, bordées de liserés verts qui forment un triangle équilatéral fictif inscrit dans un cercle fictif ayant le même centre que le disque et dont la base est parallèle à la longueur du drapeau. 
Le sautoir et le disque sont de couleur blanche. Des quatre trapèzes évidés ; ceux du haut et du bas sont de couleur rouge ; ceux de gauche et de droite sont de couleur verte.

## Symbolique
Les trois étoiles du drapeau symbolisent les trois mots de la devise nationale « Unité, Travail, progrès ». Elles rappellent également les trois ethnies habitant la région - les Tutsi, les Hutu et les Twa.
Les couleurs du drapeau burundais sont interprétées comme symbolisant les souffrances et la lutte pour l'indépendance (le rouge), la paix (le blanc) et l'espoir (le vert).

## Anciens drapeaux
Lorsque le Burundi était une monarchie, le drapeau présentait un Karyenda, un tambour traditionnel, emblème du pouvoir dans la région des Grands lacs censé avoir un pouvoir divin,. On pensait que les messages du tambour ne pouvaient être compris que par les dirigeants (mwami) qui les traduisaient en lois. 
En novembre 1966, le Karyenda fut retiré du drapeau à la suite de l'abolition de la monarchie et un nouveau drapeau fut adopté le 28 juin 1967 : le Karyenda fut remplacé par un plant de sorgho, important produit agricole du pays et symbole de prospérité,. En 1982, les proportions du drapeau ont été légèrement modifiées, passant de 2:3 à 3:5 (il est un peu plus allongé).

1er juillet 1962 - 28 novembre 1966
28 - 29 novembre 1966
29 novembre 1966 - 28 juin 1967
28 juin 1967 - 28 septembre 1982
Depuis le 28 septembre 1982.